# Албумин
Вижте пояснителната страница за други значения на Албумин.
Албумините са група от белтъци, обединени въз основа на физикохимични свойства като висока разтворимост във вода, ниска до средна разтворимост в концентрирани солеви разтвори и способност за термична коагулация. Примери за албумини са серумните албумини в кръвта, запасните вещества в белтъка на яйцето (овалбумин), както албумините в семената на някои растения.
Серумният албумин е основен компонент на кръвната плазма, като на него се пада най-големия дял от тоталното количество белтък в плазмата. Така например човешкият серумен албумин достига до 60% от белтъчното съдържание на кръвната плазма. Останалите плазмени белтъци са известни с общото наименованиe глобулини.